# Franne Golde
Francine Vicki Golde é uma compositora, musicista, cantora e escritora americana. Suas canções apareceram em discos que somados vendaram mais de 100 milhões de cópias em todo o mundo, Golde recebeu o prêmio BMI por singles como "Stickwitu" de The Pussycat Dolls, "A Man Ain't Made of Stone" de Randy Travis, "Somebody's Out There Watching" da trilha sonora de Touched by an Angel, "Dreaming of You" de Selena, "Don't You Want Me" de Jody Watley e "Nightshift" de Commodores, que também ganhou um Grammy de Melhor Performance de R&B por um Duo ou Grupo e recebeu uma indicação como Canção do Ano. Mais recentemente, Franne começou sua própria linha de roupas conhecida por criar "A Calça Preta Perfeita".